# Rosbruck
Rosbruck település Franciaországban, Moselle megyében. Lakosainak száma 730 fő (2022. január 1.). Rosbruck Cocheren és Morsbach községekkel határos.

## Népesség
A település népessége az elmúlt években az alábbi módon változott:
| Lakosok száma | 1011 | 1016 | 1014 | 789  | 771  | 772  | 764  | 747  | 740  | 730  |
|               | 1968 | 1982 | 1990 | 2006 | 2013 | 2015 | 2017 | 2019 | 2020 | 2022 |